# 约翰·柯布·库珀
小约翰·柯布·库珀（英語：John Cobb Cooper,Jr.，（1887年9月18日—1967年7月22日），是一位美国法学家及泛美航空公司高管和总统顾问。
约翰·库珀出生于佛罗里达州杰克逊维尔，其父母是约翰·科布和玛丽·科德韦尔·库珀。
从新泽西州劳伦斯维尔学校毕业后，他考入普林斯顿大学并在1909年获得法律学位。1911年成为佛罗里达洲的一名律师，曾在1916年和1924年二次当选为民主党全国大会代表。1917年他加入美国海军，一战结束时晋升为中尉军衔。1918年与玛莎·海伦·马弗尔结婚，共生育有三个孩子：两位女孩和一位男孩。一年后，他由现役转为后备役，并在1921年升任为少校。
1927年到1934年期间，他曾任佛罗里达州律师协会法律杂志主编；1932年-1934年被任命为国际航空技术委员会法律专家；1934年-1945年成为泛美航空公司副总裁，1944年-1946年在董事会任职，由于他的上述从业资历，1945年被选入国际航空运输协会首届执行委员会；1947年担任美国总统航空政策委员会顾问；1945年-1950年为普林斯顿高等研究院研究员；1951年库珀在蒙特利尔麦吉尔大学创建了航空航天法研究所，该机构现已成为联合国负责航行安全的机构-国际民航组织总部。1952年他被麦克吉尔大学授予硕士学位；从1951年至1957年，被聘为麦克吉尔大学国际航空法教授，成为国际航空法研究所首任主任，之后他被聘为名誉教授。
他是《飞行权》一书的作者及有关在轨人造卫星航空/太空权法律思考的开创者。1957年10月起苏联开始了人造卫星发射，对于盘旋在美国上空的人造卫星，艾森豪威尔总统曾向他咨询过有关"飞越权"的法律意见。他的母校普林斯顿大学在授予他荣誉博士时，称他为“空间法之父”。
从20世纪50年代早期起直到生命结束，他一直为国际航空运输协会（IATA）法律顾问。  
他是航空和航天领域国际法理论先驱，曾在1951年撰写了第一篇论述太空所有权题材的论文-《高空飞行和国家主权》。
他的弟弟是电影制片人"梅里安·考德威尔·库珀"，曾担任泛美公司董事，最出名的可能是他在1933年所创作的电影《金刚》，作为泛美公司主管他成功促成了他的哥哥出任泛美公司法律顾问和副总裁。 
为开拓泛美公司海外业务市场，约翰·库珀曾与著名飞行员查尔斯·林德伯格(泛美公司顾问)一起驾驶小飞机在爱尔兰(香农)与法国(奥利)选择机场建设地址。

## 荣誉和纪念
- 1960年普林斯顿大学名誉法学博士[2]；
- 月球背面以他的名字命名的库珀环形山。

## 参引资料
1. ↑  . Flight and Aircraft Engineer (Royal Aero Club). 10 May 1945, XLVII (1898): 501  [5 July 2016]. （原始内容存档于2018-06-12）.
2. ↑  . Princeton University.   [11 July 2016]. （原始内容存档于2013-09-01）.

- Cooper, John Cobb. . JAG Journal. 1959, 8 (2): 8.
- Bourne, C. B. . UBC Press. 1974. ISBN 0-7748-0037-2.
- Homer Edward Moyer (编). . Current Historical Company of Florida. 1935: 77  [2008-08-08].[]